# Barry Schwartz
Barry Schwartz va néixer el 15 d'agost de 1946. És un psicòleg nord-americà. Treballa com a professor a la Universitat de Swarthmore impartint les assignatures de Teoria Social i Acció Social.
És conegut per les diferents publicacions que ha realitzat al New York Times i la seva participació com a col·laborador en les TEDTalks. És especialista en estudiar la connexió entre l'economia i la psicologia, oferint idees sorprenents en la vida moderna. Utilitza temes com la moralitat, la presa de decisions de forma coherent, les relacions socials, etc. Un dels llibres més coneguts que té és La paradoxa de l'elecció: Per què més és menys, publicat l'any 2004.

## Estudis
Posseeix diferents carreres:
- Ha cursat la llicenciatura en la universitat de Nova York a l'any 1968.
- Ha cursat un doctorat en la universitat de Pennsylvania a l'any 1971.[3][4]

## Interessos
Barry Schwartz és un psicòleg interessat en la relació ciència-societat. Els temes que sempre tracta tant en les seves publicacions com en els seus llibres o conferències giren al voltat de temes molt marcats:. Normalment ens parla de la capacitat de decisió, saber quina és la millor opció segons la situació en la qual ens trobem i les nostres necessitats. També parla de la satisfacció del treball que realitzem i la creació d'uns valors propis segons el nostre criteri. A més tracta d'interaccionar entre la ideologia i teories psicològiques avaluables.

## Obres
- Practical Wisdom: The Right Way to Do the Right Thing.
- The Paradox of Choice: Why more is less?
- Psychology of Learning and Behavior (5th Edition) (amb Edward Wasserman and Steven Robbns).
- The Costs of Living: How Market Freeem Erodes the Best Things in Life.
- Learning and Memory (amb Dan Reisberg).
- The Battle for Human Nature: Science, Morality and Modern Life.
- Behavorism, Science, and Human Nature.[3]